# The Jaguar's Claws
The Jaguar's Claws é um filme de faroeste mudo americano de 1917 dirigido por Marshall Neilan e escrito por William M. McCoy, Beatrice DeMille e Leighton Osmun. O filme é estrelado por Sessue Hayakawa, Fritzi Morena, Tom Moore, Marjorie Daw, Tom Forman e Mabel Van Buren. O filme foi lançado em 11 de junho de 1917, pela Paramount Pictures.

## Elenco
- Sessue Hayakawa como El Jaguar
- Fritzi Brunette como Beth Thomas
- Tom Moore como Phil Jordan
- Marjorie Daw como Nancy Jordan
- Tom Forman como Harry Knowles
- Mabel Van Buren como Marie
- Horace B. Carpenter
- Lucien Littlefield
- Ramon Novarro como Bandido (Não Creditado)